# 143579 Dérimiksa
143579 Dérimiksa è un asteroide della fascia principale. Scoperto nel 2003, presenta un'orbita caratterizzata da un semiasse maggiore pari a 2,7383107 UA e da un'eccentricità di 0,0800586, inclinata di 4,20347° rispetto all'eclittica.